# Partula hebe
Espèce
Statut de conservation UICN

 EW  : Éteint à l'état sauvage
Partula hebe est une espèce d'escargots terrestres appartenant à la famille des Partulidae. Endémique à l'île de Raiaeta, dans les îles de la Société, en Polynésie française, cette espèce est éteinte à l'état sauvage à la suite de l'introduction de l'escargot carnivore Euglandina rosea.